# Thapelo Tale
Thapelo Tale (Maseru, 22 de abril de 1988) es un futbolista lesotense que juega de delantero en el Clube Ferroviário de Maputo del Campeonato mozambiqueño de fútbol.

## Clubes
Likhopo FC (2007 - 2011)
Srem Sremska Mitrovica (2007 - 2010)
Likhopo FC (2012)
FC Andorra (2012 - 2014)
Likhopo FC (2014 - 2023)
Clube Ferroviário de Maputo (2023 - Act.)

## Selección nacional
Es internacional con Lesoto desde el año 2007. Con esta ha jugado 36 partidos marcando un total de 6 goles.
- Datos: Q3519582